# Pinnarudden
Pinnarudden är en udde i Finland.   Den ligger i den ekonomiska regionen  Lovisa  och landskapet Nyland, i den södra delen av landet, 70 km öster om huvudstaden Helsingfors. Pinnarudden ligger på ön Påsalö.
Terrängen inåt land är mycket platt. Havet är nära Pinnarudden åt sydost.  Närmaste större samhälle är Lovisa, 11,1 km nordost om Pinnarudden. 